# Kunming

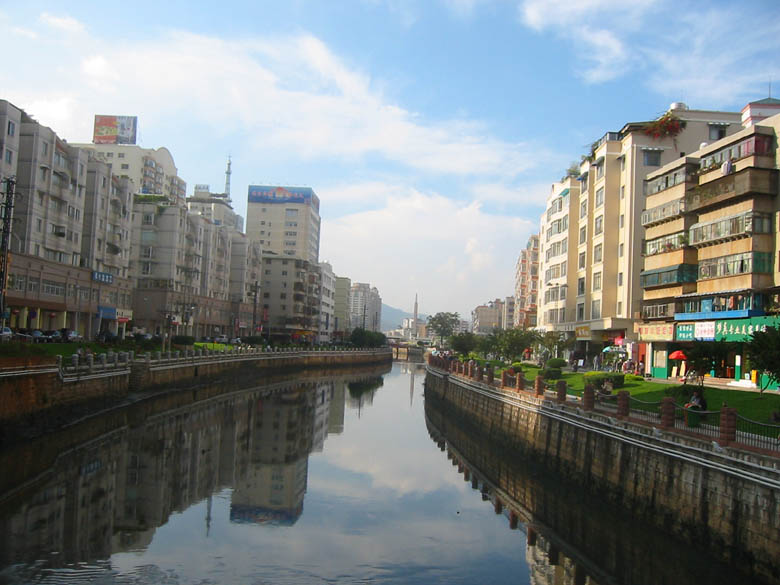
Kanał w Kunmingu

Kunming (chiń. 昆明; pinyin: Kūnmíng) – miasto o statusie prefektury miejskiej w południowych Chinach nad jeziorem Dian, stolica prowincji Junnan.
W czasie Wojny chińsko-japońskiej (1937–1945) po przeniesieniu Akademii Chińskich Sił Powietrznych z bazy lotniczej Jianqiao do bazy lotniczej Wujiaba w Kunming, gdzie lotnisko zostało znacznie rozbudowane, stając się nowym centrum szkoleniowym Chińskich Sił Powietrznych, w których generał porucznik Claire Chennault przejął dowództwo nad obowiązkami szkoleniowymi kadetów latem 1938. Stacjonowała też tam ochotnicza amerykańska jednostka lotnicza Latające Tygrysy walcząca z Japończykami.

## Warunki naturalne
Miasto leży na Wyżynie Junnan-Kuejczou, na północnym brzegu jeziora Dian (滇池). Ze względu na uwarunkowania pogodowe Kunming jest często nazywany Wiosennym Miastem (春城, Chūnchéng).

## Społeczeństwo
Wszystkie 26 grup etnicznych prowincji Junnan zamieszkują teren miasta Kunming.

## Gospodarka
Ośrodek przemysłu metalurgicznego, maszynowego, elektrotechnicznego, nawozów azotowych i precyzyjnego.

## Kultura
Siedziba katolickiej archidiecezji. Dawniej miasto nosiło nazwę Yunnanfu (云南府).

## Atrakcje turystyczne
Miasto wraz z prowincją Junnan promowane jest jako jeden z najciekawszych rejonów Chin, który w 2017 odwiedziło 573 000 000 turystów zachwycających się niepowtarzalnymi krajobrazami, malowniczymi zabytkami i wspaniałą pogodą pozwalającą na hodowlę kwiatów przez cały rok.
Do najciekawszych atrakcji należą:
- Pagoda Dongsi Ta
- Pagoda Xisi Ta
- Yuantong Si
- Cui Hu – Zielone Jezioro z pawilonami nad brzegiem
- Kunming Dragon Gate
- Shilin - „kamienny las" ok. 120 km na południowy wschód od miasta rozległy krajobraz krasowy

## Miasta partnerskie
- Cochabamba
- Rangun
- Mandalay
- Chittagong
- Antalya
- Kolkata
- Ołomuniec
- Zürich
- Denver
- Pokhara[7]